# Gușoeni
Gușoeni là một xã thuộc hạt Vâlcea, România. Dân số thời điểm năm 2002 là 1904 người.